# Hirmoneura rubronigra
Hirmoneura rubronigra är en tvåvingeart som beskrevs av Bernandi 1977. Hirmoneura rubronigra ingår i släktet Hirmoneura och familjen Nemestrinidae. Inga underarter finns listade i Catalogue of Life.